# Saverio Partinico
Saverio Partinico (Palermo, 3 novembre 1859 – Palermo, 13 aprile 1918) è stato uno scultore italiano.

## Biografia
Rimasto quasi del tutto sconosciuto in vita e poco interessato alla celebrità, lavorò sempre alternando la sua attività all'insegnamento di disegno e plastica presso il Regio Istituto d'Arte per Sordomuti di Palermo. Una delle opere a lui attribuite è un busto in marmo di Carrara realizzato intorno al 1895, rappresentante Salesio Balsamo, già sindaco della città (nelle amministrazioni 1861-1862 e 1866-1868) presente nella Sala Rossa di Palazzo delle Aquile. Altre sue opere fanno parte delle collezioni della Galleria d'Arte Moderna "Empedocle Restivo", tra le quali Testa di donna, che fu esposta per alcuni decenni nel secondo dopoguerra. La Fotografa Maria Pia Lo Verso organizza una mostra fotografica intitolata Il giardino degli Angeli alla galleria Studio ‘71 di Palermo nel settembre 2006, che prende spunto dallo studio sulle sculture di angeli, e tra quelle rappresentate oltre alle sculture di Partinico, soggetti di Mario Rutelli, Benedetto Civiletti, Gerace e altri. 